# Alec Benjamin
Alec Shane Benjamin (ur. 28 maja 1994 w Phoenix, Arizona) – amerykański piosenkarz i autor tekstów.
W 2018 jego przełomowym singlem został „Let Me Down Slowly” który był w najlepszej czterdziestce utworów w ponad 25 krajach i zgromadził ponad 1 miliard odtworzeń na serwisach streamingowych do sierpnia 2022.
Debiutancki album Benjamina Narrated For You został opublikowany 16 listopada 2018r. Album zdobył 127. miejsce na Billboard 200 w 2019 r.. Narrated For You otrzymało złoty certyfikat od RIAA 10 października 2020 r. .
Drugi album Benjamina These Two Windows został opublikowany 28 maja 2020 r. Album osiągnął 75. miejsce na liście Billboard 200.

## Dyskografia
Płyty studyjne
- 2020 – These Two Windows
- 2022 – (Un)Commentary

Mixtape
- 2018 – Narrated for You[4] (złota płyta w Polsce[5])

Single
- 2014 – „Paper Crown”
- 2016 – „End of the Summer”[6]
- 2017 – „I Built a Friend”
- 2018 – „Boy in the Bubble”
- 2018 – „If We Have Each Other” (złota płyta w Polsce[7])
- 2018 – „If I Killed Someone For You"
- 2018 – „Let Me Down Slowly” (4× platynowa płyta w Polsce[8])
- 2018 – „Water Fountain” (złota płyta w Polsce[5])
- 2019 – „Must Have Been the Wind”
- 2019 – „Jesus in LA”
- 2019 – „Mind Is a Prison”